# 人中之龍 登場！
《人中之龍 見參！》是一款2008年3月6日發售的PlayStation 3時代劇動作冒險遊戲，是人龍系列首次於PS3平台發表的遊戲，在人中之龍系列作1跟2後更換遊戲引擎，並進行大幅改良，但部分系統仍沿用1跟2的操作。
在2019年6月22日台灣粉絲見面會時，系列總製作佐藤大輔表示未來見參有重製極化的可能性。

## 概要
於2007年9月14日的「世嘉家用機新作發表會2007 Autumn」中作為系列作外傳發表，因此有著與前作完全不同的時代背景。
時間為關原之戰的十年後，1605年的京都花街祇園。主角是原名叫宮本武藏的男子，在關原之戰後逃亡，輾轉來到祗園後，改名為桐生一馬之介，開設龍屋，名義上以掛迴(打手)為營業項目，但實際上是只要支付相對的酬勞即承接任何業務的萬事屋。
本作參考名作 宮本武藏（1935年－1939年、朝日新聞連載、吉川英治著）。

## 登場人物
除桐生和遙之外，主要角色設定多為真實歷史人物，角色與故事均結合史實與杜撰、地理位置名稱亦然。真人演員陣容包括寺島進、松方弘樹、松田翔太、竹中直人、加藤雅也、塚本高史等人。採用面部捕捉系統，根據聲優和演員的實際樣貌製作，此一系統亦運用於系列作4中。

### 和桐生一馬之介/宮本武蔵有關的人
桐生一馬之介 / 宮本武藏 - 黒田崇矢
本作主角。因過人劍術，在關原之戰時意外捲入德川家權力爭奪的陰謀，在德川家劍術師範輔佐丸目長恵的指示下與真島五六八一同刺殺德川次子結城秀康後，兩人遭丸目與佐佐木小次郎欲滅口未果，逃亡途中真島表示希望武藏能將自己的劍交給近江國的妹妹浮世後，為保護武藏而落入激流後下落不明。而後雖與浮世相見，浮世卻拒絕收下殺父兇手真島的劍，在明白自己與真島已成為幕府懸賞的通緝犯時，決定留在浮世身邊保護其安全，同時放棄自己對劍的執念。在浮世死後決定離開近江國，在流浪途中偶遇真實身分為柳生石舟斎的老僧侶，在其幫助下來到「只要有錢就能買到一切」的祗園，使用化名桐生一馬之介，並開設龍屋，作為掛迴維生。在與老僧侶告別時表示自己決定留在祗園的原因是為了以武士的身分與那個男人(佐佐木小次郎)一決勝負。
某日一名女孩遙前來委託桐生殺害宮本武藏，發現眼前的女孩居然帶著自己以前所使用的短刀時相當驚訝，聽完委託緣由後，讓他不由得想起浮世，決定接受委託。調查時在鶴屋伊東引介下，與以藝術家身分作為掩飾，實為情報屋的本阿彌光悅接觸，對方告知桐生須以奪回自己遭宍戸梅軒所竊的寶物，作為情報代價。為完成光悅的要求，而與實際上是真島的宍戸梅軒重逢，但失憶的真島並不知道眼前男子的真實身分，交戰後桐生成功取回寶物。兩人也約定日後在祗園相見。
而後小次郎以遙為誘因，向桐生提出決鬥，兩人在巌流島一較高下後桐生勝出，也得知自關原之戰以來的幕後真兇就是南光坊天海。擊敗天海後為保護遙、小次郎及秀忠安危，決定獨自一人抵擋前來救援天海的龐大敵軍而葬身巌流島。
由人中之龍系列主角桐生一馬擔綱演出
真島五六八 / 宍戸梅軒 - 宇垣秀成
近江出身的劍士，在關原之戰前為完成暗殺結城秀康的任務，而與武藏一起行動後兩人成為好友。過去因為追求最強之名，不斷的殺人，成為人們口中的「人斬五六八」，對於殺害浮世父親白井深感後悔，為贖罪決定扶養浮世。因為鉅額報酬而答應丸目的邀約加入暗殺行動，希望在完成任務後能夠回到近江與自己視為妹妹的浮世一同生活。而後丸目和小次郎欲將兩人滅口，為保護武藏遭小次郎砍傷左眼身負重傷。逃亡的兩人在即將抵達近江時，希望武藏將自己的刀轉交給妹妹後砍斷吊橋和追兵一同落入激流之中。
大難未死而被一名名為宍戸的老人拯救，不但教導自己如何使用鎖鎌，還為失憶的他取了新名字宍戸梅軒。因為過人戰力而莫名其妙成為了當地的盜賊首領。因失憶而未能認出前來取回寶物的桐生的真實身分，在祗園街道與其重逢後，在鶴屋意外墜樓後恢復記憶，卻因將揚羽錯認為浮世，而誤會武藏強迫浮世賣身鶴屋，於是決定利用遙對武藏進行報復，在揚羽的說明下得知真相，被小次郎所傷後自清水寺墜落。最終倖存，並在十年後參與大坂夏之陣一役。
由人中之龍系列角色真島吾朗擔綱演出
吉野太夫 / 揚羽 - 久川綾
擁有最高級別藝妓稱號「太夫」的女子。實為浮世的親生姐姐揚羽，在父親過世後與浮世四處流浪，為了浮世而決定賣身祇園。為得知妹妹的真實死因而接近桐生，在過程中與桐生萌生情愫。曾一度因小次郎以在鶴屋縱火為條件為其贖身，而後桐生再次為其贖身而離開鶴屋。
人物設定上與史實的吉野太夫的年代有出入
遙 - 釘宮理惠
在家人出遊時遭到突襲，在柳生石舟斎的幫助下逃過一劫，並在其指引下隻身前往祇園尋找桐生。逃走當時搶下兇手配戴的短刀後，開始追查短刀主人的真實身分，在近江國村民處得知該刀為宮本武藏所有，因此認定自己雙親及哥哥遭武藏殺害，便決定委託桐生殺死宮本武藏，為此將自己以一兩的代價賣給了鶴屋，以賺取委託費用。
實際上是德川家康的孫女，結城秀康的女兒。
由人中之龍系列主角澤村遙擔綱演出
伊東一刀齋 - 寺島進
桐生的工作前輩，也是他的好友，作為各方面都支持桐生的存在。
過去曾以卓越劍術振興一刀流的劍客。因拒絕幫助德川政權，導致其家族及門生遭佐佐木小次郎殺害。於是藏身於祇園中等待報復時機。
由人中之龍系列角色瓦次郎擔綱演出
鶴屋女老闆 - 藤田淑子
祇園第一妓院、鶴屋的女老闆。從鶴屋在她的經營下成為祇園第一，可看出其手腕過人之處。以一兩買下遙並且給她「阿遙」的花名。
本阿彌光悅 - 藤原喜明
活躍於京都的藝術家，以書畫、茶道、陶藝見長。作為鶴屋常客，與伊東有長期交情。暗地裡雇用大批忍者，以掌握京都內所有情報的情報屋，多次以手中情報幫助桐生。
由人中之龍系列角色賽之花屋擔綱演出
浮世 - 川庄美雪
武藏的前妻。揚羽的親妹妹。父親被真島五六八所殺之後，在流浪時與心生悔意的真島相遇後，被真島視為妹妹扶養。真島失蹤後與決心捨棄劍的武藏一起生活，但始終暗自希望武藏能夠重拾劍術，而為他的劍繫上鈴鐺作為護身符。最後為了保護被通緝的武藏，被意圖領賞的山賊所殺。在死前告誡武藏「不要捨棄劍，你一定可以的。父親說過真正強大的劍士能夠以劍救人。」
柳生石舟齋 - 松方弘樹
周遊列國的僧侶，將武藏引誘到祇園居住。幫助武藏重生且在許多層面上給予幫助。胸口有一道大面積的刀傷。
實為柳生新陰流的創辦人柳生石舟齋與丸目情同兄弟。為阻止兒子宗矩（小次郎）的野心四處奔走。

### 德川幕府
佐佐木小次郎/柳生宗矩 - 松田翔太
在關原之戰時，出現在武藏面前的新陰流劍士，使用劍身長於一般的長劍
柳生石舟齋之子柳生宗矩，以佐佐木小次郎之名作為德川家的暗殺武力。為振興柳生藩而參與天海所策畫的德川次子結城秀康的滅門暗殺計畫。在與同樣對劍術強大的極致有所追求的武藏一戰後勝負未決，因而現身向武藏提出在嚴流島決鬥一分高下。
丸目長惠 - 竹中直人
德川家劍術師範輔佐，使武藏捲入關原之戰陰謀的關鍵人物，有著比武藏還強的實力。
奉參與天海陰謀的小次郎之命而殺害遥的義父母、義兄。實為阻止小次郎野心的石舟齋所派出的間諜，在暗中保護遙和武藏。與小次郎同為新陰流高手，為助武藏在嚴流島之戰中取勝，而親身指導武藏劍術新陰流太刀筋。
南光坊天海 - 内海賢二
徳川家康的智囊, 本作中為推翻德川幕府，在背後操控小次郎和丸目的野心家，在關原之戰前設計暗殺結城秀康，以便讓秀忠成為將軍，意圖取得幕府實權。但秀忠開始對秀康之死產生疑惑，為了以遙取代秀忠的將軍之位，便將她囚禁至嚴流島。最後被小次郎所殺。
德川家康 - 阪脩
德川幕府初代將軍。
實際上是遙的祖父，對於未能阻止天海的野心感到懊悔，為保護遙而前往京都，企圖要將其接回江戶時被拒絕，因此將遙托付給桐生。
結城秀康 - 二階堂智
被武藏暗殺的德川家次子(長男信康因故切腹自殺)。瀕死之際表示後悔自己未能從天海手中保護弟弟秀忠。
實際上是遙的父親。因為查覺到天海的企圖，於是將遙託付給自己的家臣。
德川秀忠 - 小野坂昌也
德川幕府第二代將軍
板倉勝重 - 佐藤正治
京都所司代。因為討厭祇園而下令在四周挖溝築牆將祇園封鎖。受幕府密令而在鶴屋的宴會上帶走遙後被丸目所殺。

### 吉岡道場
以京都第一名門聞名的劍術道場。現任當家清十郎派與主事者弟弟傳七郎派卻暗中展開了派系鬥爭。
吉岡清十郎 - 加藤雅也
吉岡道場現任當家。雖擁有聲譽及高超劍術，卻只顧打理自己的副業染坊生意。
與桐生對決後拾回身為劍客的意志，在察覺藤次的陰謀後仍選擇與桐生決鬥，瀕死時將弟弟傳七郎託付給桐生。
吉岡傳七郎 - 松野太紀
清十郎身材嬌小的弟弟。與重視利益的哥哥相比，努力經營道場但劍術實力卻遠不如哥哥。
祇園藤次 - 塚本高史
吉岡道場的高徒，傳七郎派的中心人物。雖有一流劍術卻遊手好閒。時常流連鶴屋而負債，因此接受桐生委託將他引入吉岡道場。過去也曾被丸目以鉅款代價所誘而參與關原之戰，但在開戰前逃走，故在與桐生初次見面時便知道其真實身分。
為奪取吉岡道場，與同門植田聯手促使清十郎和桐生對決，打算先讓桐生打倒清十郎後，再派門下弟子打倒桐生並殺害傳七郎。對前來阻止的桐生提出以隱藏桐生真實身份換取殺害傳七郎的條件，最後被桐生所殺。
植田 - 江川央生
吉岡道場的其中一個高徒。
為了幫助藤次上位，在桐生因與清十郎對決而消耗戰力後現身，再藉口以為清十郎報仇為由，打算與門生一同殺死桐生，但趕來的伊東阻止。

### 寶藏院
寶藏院胤舜 - 神谷浩史
寶藏院流槍術第二代當家。以槍術天才聞名。因此遺忘自己的僧侶本業，一心追求最強之名。
寶藏院胤榮 - 矢田耕司
寶藏院流槍術初代當家。對於走火入魔的胤舜及寶藏院的現況感到憂心，因此請求武藏打倒胤舜。是丸目的舊識。

## 相關情報
- 2007年7月17日，在傳媒活動「PLAYSTATION PREMIERE 2007」中，由綜合製作人名越稔洋公開穿著時代劇便裝的花魁風格的女性。因為品質還未滿足製成預告片，所以沒有公開的作品名稱。
- 2007年9月20日於PLAYSTATION Store公開下載全高清（1080p）畫質預告片。
- 2007年9月23日獲得日本遊戲大獎2007的「未來部門」（GAME AWARDS FUTURE）大獎。
- 2008年1月7日於PLAYSTATION Store公開下載「劇情體驗版」及「其他模式體驗版」。
- 2008年2月11日Acecook推出相關產品「人中之龍 登場!　大盛　終極炒麵」並限期發售。

## 原聲帶
- 主題曲

《Bushido》- ZEEBRA
- 片尾曲

《Life is beautiful》- 決明子 (團體)

## 評價
日本著名遊戲媒體《Fami通》給予9.3分（滿分10分）的高評價。得到「華麗的演員陣容，結合巧妙的敘事手法，使故事更加生動。除主線劇情外還有子事件和迷你遊戲等元素可供遊玩。戰鬥節奏流暢。如同觀看真人表演中的歷史劇般的繪圖呈現，以及角色的細部動作表現也十分優異。可充分享受探索引人入勝的幕末京都。此次充滿人中之龍本色的史實改編，其故事、文化、和創作者的熱情，使之成為讓你無法自拔，想要一路玩到最後的水準之作」等玩家意見。

## 外部連結
- 官方網站 （页面存档备份，存于）